# Eupithecia guttata
Eupithecia guttata là một loài bướm đêm trong họ Geometridae.